# Panegyra
Panegyra là một chi bướm đêm thuộc phân họ Tortricinae của họ Tortricidae.

## Các loài
- Panegyra cerussochlaeena Razowski, 2005
- Panegyra cosmophora Diakonoff, 1960
- Panegyra flavicostana (Walsingham, 1891)
- Panegyra metria Razowski, 2005
- Panegyra micans Razowski, 2005
- Panegyra sectatrix (Razowski, 1981)
- Panegyra stenovalva Razowski, 2005